# 우두령
우두령은 충청북도 영동군 상촌면과 경상남도 거창군 웅양면 두 곳에 존재한다.

### 영동군의 우두령
영동군의 우두령은 충청북도 영동군 상촌면과 경상북도 김천시 구성면의 경계에 있는 고개로, 지방도 제901호선과 무주양수 발전소/신옥천변전소-북경남변전소 간 345kV 송전선로가 통과한다. 백두대간이 통과한다.

### 거창군의 우두령
우두령(牛頭嶺) 또는 소머리재는 경상북도 김천시 대덕면과 경상남도 거창군 웅양면 사이에 있는 소백산맥의 고개로, 해발 고도는 580m이다. 지방도 제1099호선이 고개를 넘어 통과하며, 이는 본래 옛 국도 제3호선이었다.